# قطلم
القُطْلُمُ أو الزَّيْتُونُ الصَّخْرِيُّ أو زَيْتُونُ الطِّحَالِ أو زَيْتُونُ المَعْزِ أو عُشْبَةُ الطِّحَالِ أو عُقَابُ الجَبَلِ هو نوع من النباتات المزهرة في جنس الجعدة فصلية النعناع شفوية ، موطنها غرب ووسط البحر الأبيض المتوسط . ينمو إلى 1 متر (3 قدم) بطول 4 متر (13 قدم) ، وهو شجيرة دائمة الخضرة منتشرة مع براعم بيضاء مخملية مقوسة وأوراق عطرية لامعة وأزهار زرقاء شاحبة في الصيف.